# Havelock (Iowa)
Havelock – miasto w Stanach Zjednoczonych, w stanie Iowa, w hrabstwie Pocahontas. Zgodnie ze spisem statystycznym z 2000 roku, miasto liczyło 177 mieszkańców.